# 朝倉市
朝倉市（日语：／ Asakura shi */?）是位于日本福岡縣中南部的一個城市，於于2006年3月20日由甘木市、朝倉郡朝倉町、杷木町合併而成。
主要是區位於轄區的西端，而位於市中心東北方約八公里處的秋月地區是過去的城下町，擁有「筑前的小京都」之稱，是主要的觀光景點。

## 歷史
鎌倉時代的1203年原田種雄（後改名為秋月種雄）受封於秋月庄，並建立秋月城，此後秋月氏在此持續了17代的統治，直到1587年在豐臣秀吉的九州征伐敗給豐臣，秋月氏被轉封至高鍋城後，秋月城被廢城。
1623年因福岡藩黑田長政的三男黑田長興被分封至此，重新修復了秋月城並建立秋月藩，周邊地區繼續以城下町的形式開始發展，直到明治時代。
1871年廢藩置縣後，曾短暫設置秋月縣，並成為縣廳所在地，但在同年底即被併入福岡縣；也因為過去有許多武士居住於此，在1876年一度發生士族反亂。

### 年表
- 1889年4月1日：實施町村制，現在的轄區在當時分屬：
  - 夜須郡：甘木町、馬田村、上秋月村、秋月村、安川村
  - 下座郡：三奈木村、金川村、蜷城村、福田村、立石村
  - 上座郡：高木村、大庭村、福成村、宮野村、大福村、杷木村、松末村、久喜宮村、志波村
- 1893年12月27日：秋月村改制為秋月町。
- 1896年2月26日：夜須郡、下座郡、上座郡合併為朝倉郡。
- 1909年6月15日：大庭村和福成村合併為大福村。
- 1939年4月17日：杷木村改制為杷木町。
- 1951年4月1日：杷木町、松末村、久喜宮村、志波村合併為新設置的杷木町。
- 1954年4月1日：甘木町、秋月町、上秋月村、安川村、立石村、福田村、馬田村、蜷城村、三奈木村、金川村合併為甘木市。
- 1955年3月10日：高木村被併入甘木市。
- 1955年3月31日：朝倉村、宮野村、大福村合併為新設置的朝倉村。
- 1962年4月1日：朝倉村改制為朝倉町。
- 2006年3月20日：甘木市、朝倉町、杷木町合併為朝倉市。[1]

### 變遷表
| 1889年以前 | 1889年          | 1896年2月26日   | 1896年 - 1944年      | 1945年 - 1959年          | 1960年 - 1989年     | 1989年 - 現在        | 現在                 |
| ---------- | --------------- | --------------- | -------------------- | ------------------------ | ------------------- | -------------------- | -------------------- |
|            | 上座郡 杷木村   | 朝倉郡 杷木村   | 1939年2月11日 杷木町 | 1951年4月1日 杷木町      | 1951年4月1日 杷木町 | 2006年3月20日 朝倉市 | 2006年3月20日 朝倉市 |
|            | 上座郡 松末村   | 朝倉郡 松末村   | 朝倉郡 松末村        | 1951年4月1日 杷木町      | 1951年4月1日 杷木町 | 2006年3月20日 朝倉市 | 2006年3月20日 朝倉市 |
|            | 上座郡 久喜宮村 | 朝倉郡 久喜宮村 | 朝倉郡 久喜宮村      | 1951年4月1日 杷木町      | 1951年4月1日 杷木町 | 2006年3月20日 朝倉市 | 2006年3月20日 朝倉市 |
|            | 上座郡 志波村   | 朝倉郡 志波村   | 朝倉郡 志波村        | 1951年4月1日 杷木町      | 1951年4月1日 杷木町 | 2006年3月20日 朝倉市 | 2006年3月20日 朝倉市 |
|            | 上座郡 朝倉村   | 朝倉郡 朝倉村   | 朝倉郡 朝倉村        | 1955年3月31日 朝倉村     | 1962年4月1日 朝倉町 | 2006年3月20日 朝倉市 | 2006年3月20日 朝倉市 |
|            | 上座郡 宮野村   | 朝倉郡 宮野村   | 朝倉郡 宮野村        | 1955年3月31日 朝倉村     | 1962年4月1日 朝倉町 | 2006年3月20日 朝倉市 | 2006年3月20日 朝倉市 |
|            | 上座郡 大庭村   | 朝倉郡 大庭村   | 1909年6月15日 大福村 | 1955年3月31日 朝倉村     | 1962年4月1日 朝倉町 | 2006年3月20日 朝倉市 | 2006年3月20日 朝倉市 |
|            | 上座郡 福成村   | 朝倉郡 福成村   | 1909年6月15日 大福村 | 1955年3月31日 朝倉村     | 1962年4月1日 朝倉町 | 2006年3月20日 朝倉市 | 2006年3月20日 朝倉市 |
|            | 上座郡 高木村   | 朝倉郡 高木村   | 朝倉郡 高木村        | 1955年3月10日 併入甘木市 | 甘木市              | 2006年3月20日 朝倉市 | 2006年3月20日 朝倉市 |
|            | 下座郡 三奈木村 | 朝倉郡 三奈木村 | 朝倉郡 三奈木村      | 1954年4月1日 甘木市      | 甘木市              | 2006年3月20日 朝倉市 | 2006年3月20日 朝倉市 |
|            | 下座郡 金川村   | 朝倉郡 金川村   | 朝倉郡 金川村        | 1954年4月1日 甘木市      | 甘木市              | 2006年3月20日 朝倉市 | 2006年3月20日 朝倉市 |
|            | 下座郡 蜷城村   | 朝倉郡 蜷城村   | 朝倉郡 蜷城村        | 1954年4月1日 甘木市      | 甘木市              | 2006年3月20日 朝倉市 | 2006年3月20日 朝倉市 |
|            | 下座郡 立石村   | 朝倉郡 立石村   | 朝倉郡 立石村        | 1954年4月1日 甘木市      | 甘木市              | 2006年3月20日 朝倉市 | 2006年3月20日 朝倉市 |
|            | 下座郡 福田村   | 朝倉郡 福田村   | 朝倉郡 福田村        | 1954年4月1日 甘木市      | 甘木市              | 2006年3月20日 朝倉市 | 2006年3月20日 朝倉市 |
|            | 夜須郡 甘木町   | 朝倉郡 甘木町   | 朝倉郡 甘木町        | 1954年4月1日 甘木市      | 甘木市              | 2006年3月20日 朝倉市 | 2006年3月20日 朝倉市 |
|            | 夜須郡 秋月村   | 朝倉郡 秋月町   | 朝倉郡 秋月町        | 1954年4月1日 甘木市      | 甘木市              | 2006年3月20日 朝倉市 | 2006年3月20日 朝倉市 |
|            | 夜須郡 上秋月村 | 朝倉郡 上秋月村 | 朝倉郡 上秋月村      | 1954年4月1日 甘木市      | 甘木市              | 2006年3月20日 朝倉市 | 2006年3月20日 朝倉市 |
|            | 夜須郡 馬田村   | 朝倉郡 馬田村   | 朝倉郡 馬田村        | 1954年4月1日 甘木市      | 甘木市              | 2006年3月20日 朝倉市 | 2006年3月20日 朝倉市 |
|            | 夜須郡 安川村   | 朝倉郡 安川村   | 朝倉郡 安川村        | 1954年4月1日 甘木市      | 甘木市              | 2006年3月20日 朝倉市 | 2006年3月20日 朝倉市 |

## 交通

### 鐵道
- 甘木鐵道
  - 甘木線：甘木車站
- 西日本鐵道
  - 甘木線：甘木車站 - 馬田車站 - 上浦車站

|  |  |

### 道路
高速道路
- 大分自動車道：甘木交流道 - 朝倉交流道 - 山田服務區 - 杷木交流道

## 觀光資源

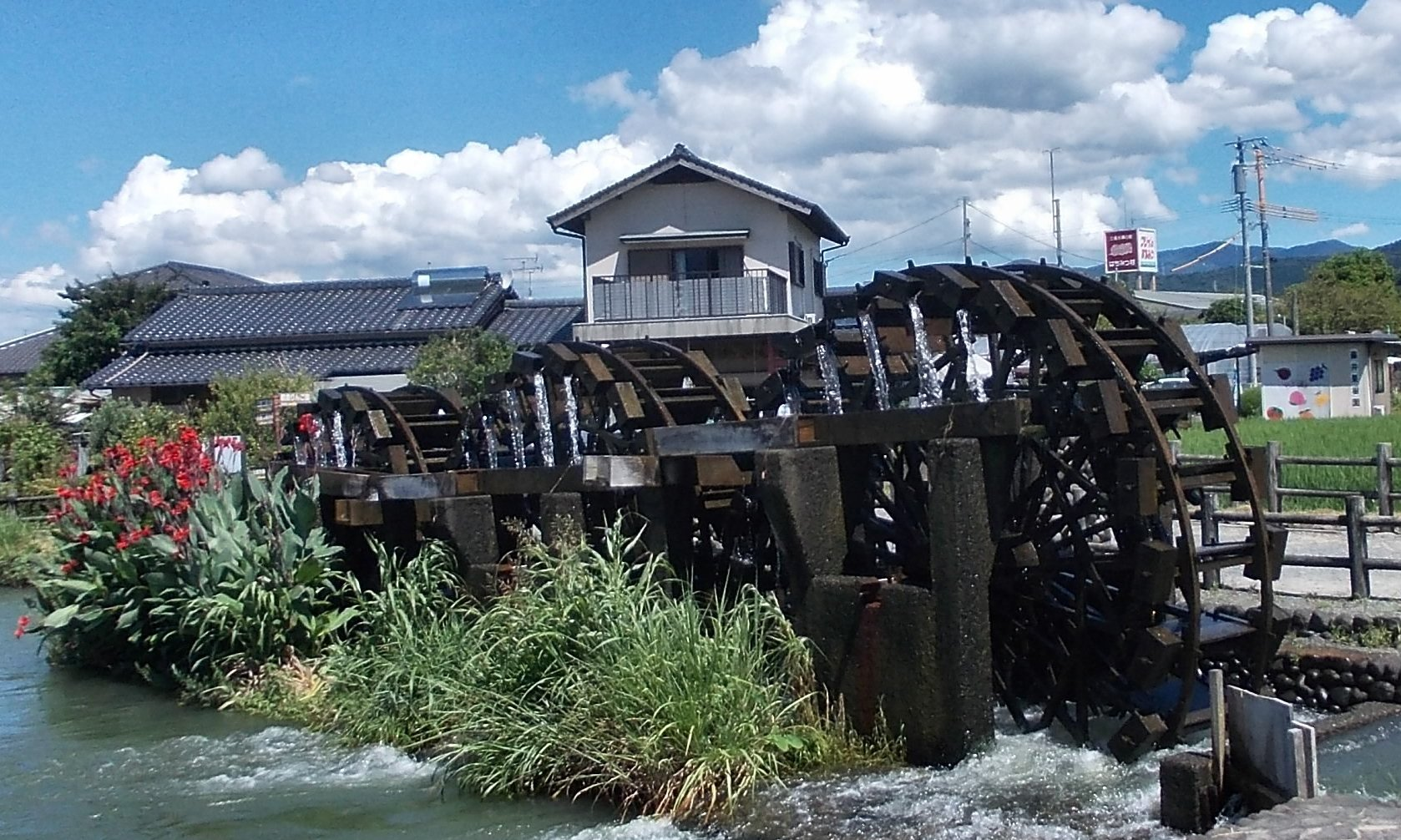
三連水車

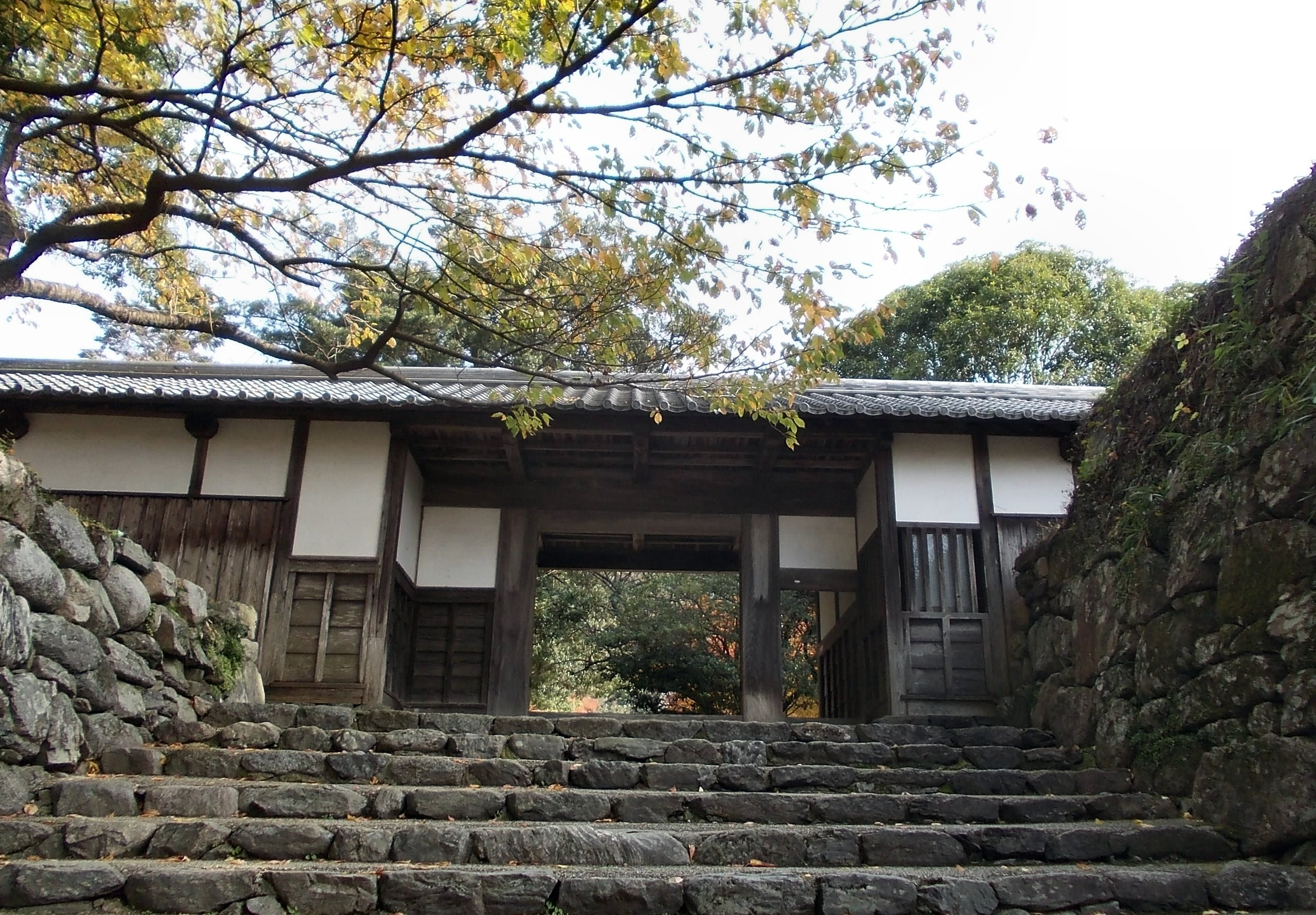
秋月城遺跡

- 秋月地區傳統建築（重要傳統的建造物群保存地區）
- 朝倉的水車（三連水車、二連水車）
- 惠蘇八幡宮
- 隱家之森
- 平塚川添遺跡
- 秋月城遺跡

## 教育

### 高等學校
- 福岡縣立朝倉高等學校
- 福岡縣立朝倉農業高等學校
- 福岡縣立朝倉東高等學校
- 福岡縣立朝羽高等學校
- 福岡縣立朝倉光陽高等學校

## 本地出身之名人
- 秋月理翠：漫畫家
- 飯田栄彦：兒童文學作家
- 坂本一龜：河出書房的編者，坂本龍一之父
- 梅谷藤太郎 (初代)：第15代横綱
- 業田良家：漫畫家
- 樋口龍美：前職業棒球選手
- 吉瀬美智子：女演員
- 加藤正夫：超一流围棋选手